# Abdul Reza Pahlavi
Abdulreza Pahlavi ( en persa: عبدالرضا پهلوی‎; 19 de agosto de 1924-11 de mayo de 2004) fue un miembro de la dinastía Pahlavi de Irán. Era hijo de Reza Shah y medio hermano de Mohammad Reza Pahlavi.

## Temprana edad y educación
Abdul Reza Pahlavi nació el 19 de agosto de 1924 en Teherán. Sus padres fueron Reza Pahlavi y la princesa Esmat Dowlatshahi, hija del príncipe Mojalal-e Dowleh Dowlatshahi Qajar. Fue miembro de la dinastía Qajar y la cuarta y última esposa de Reza Pahlavi. Se casaron en 1923. Abdul Reza tenía tres hermanos y una hermana: Ahmad Reza, Mahmoud Reza, Fatemeh y Hamid Reza Pahlavi. Vivían en el palacio de Mármol en Teherán con sus padres. Cuando su padre se exilió, lo acompañó en Mauricio y luego en Johannesburgo, Sudáfrica, de 1941 a 1944. Durante este período, hubo rumores de que los aliados habían planeado instalar a Abdul Reza como rey en lugar de su hermano mayor, Mohammad Reza.
Estudió administración de empresas en la Universidad de Harvard.

## Carrera profesional
Durante el reinado de su medio hermano, Mohammad Reza Pahlavi, Abdul Reza dirigió diferentes instituciones. Fue uno de los miembros destacados de la corte real. El 3 de septiembre de 1949 fue nombrado jefe honorario de la junta suprema de planificación del plan de siete años de Irán. Fue el jefe de la organización de planificación entre 1954 y 1955. Se desempeñó como presidente del centro de estudios de gestión de Irán, afiliado a Harvard, de 1969 a 1979. También dirigió el sumo consejo de conservación de la vida silvestre y el consejo internacional para la conservación de la caza y la vida silvestre. También formó parte del Consejo Real que gobernó Irán durante las visitas internacionales de Mohammad Reza Pahlavi. El príncipe Abdul Reza fue uno de los críticos del Shah a fines de la década de 1950.
Abdul Reza también se ocupó de los negocios, siendo total o parcialmente propietario de fábricas, operaciones mineras y empresas agrícolas. Además, se ocupó de los asuntos ambientales durante ese tiempo. Salió de Irán antes de la revolución de 1979 junto con otros familiares.

## Caza y conservación de la vida silvestre.

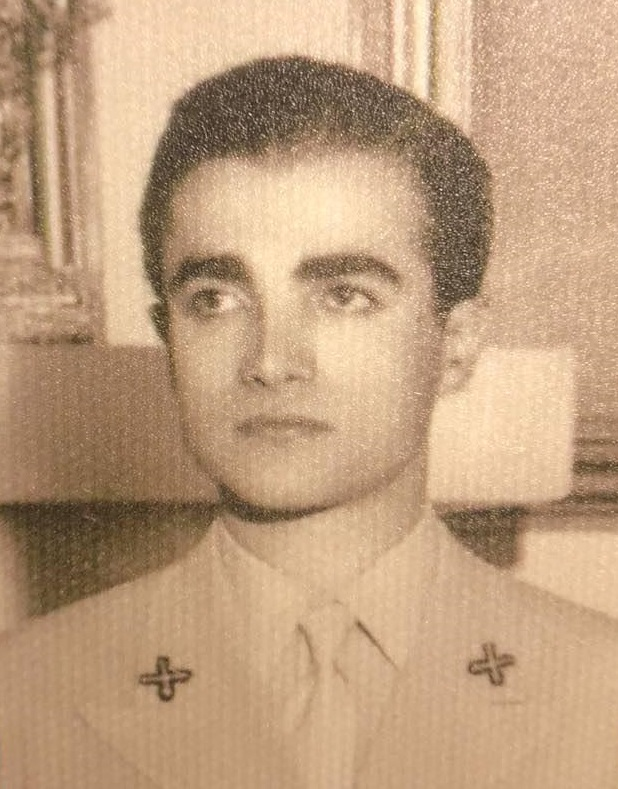
En su juventud

Pahlavi fue un cazador entusiasta y deportista durante toda su vida. Fue el fundador y presidente de la Fundación Internacional para la Conservación de la Caza (IGF) en París, un grupo que promueve la conservación de la vida silvestre y la caza responsable en los países en desarrollo.
Pahlavi contribuyó en la creación de las primeras leyes de caza, tanto como en el desarrollo de la agencia de cumplimiento de caza de Irán, ayudando así a establecer más de 20 millones de acres de reservas y parques en Irán. 
Pahlavi persiguió agresivamente a los cazadores furtivos mientras dirigía el Departamento de Medio Ambiente de Irán, estableciendo uno de los programas de manejo de caza mayor más extensos y exitosos en el mundo. Fue también responsable de promulgar leyes que protegieran a especies en peligro como la gacela, el tigre del Caspio, el asno salvaje, el guepardo y el gamo persa, imponiendo fuertes multas a los infractores de la ley de caza.
En 1978 aprobó el traslado de cuatro gamos persas de Irán a Israel antes de la caída del Sha.[cita requerida] Según una encuesta realizada por un ambientalista iraní, Hoshang Zeaee, la caza excesiva y la destrucción ambiental desde 1978 han resultado en la extinción de varias especies que alguna vez fueron nativas de la meseta iraní, incluyendo a la gacela de Jebeer (Gazella Dorcas Fuscifrons), el asno salvaje persa (Equus hermionus), oveja roja de Alborz (Ovis Ammon Orientaliss), guepardo asiático (Acinonyx jubatus), gamo persa (Dama mesopotamica) y gacela con bocio (Gazella subgutturosia). Fue galardonado con el Premio Weatherby en 1962.[cita requerida]

## Vida personal
Pahlavi se casó con Pari Sima Pahlavi (de soltera Zand) en Teherán el 12 de octubre de 1950. Tuvo dos hijos de este matrimonio: Kamyar (nacido en 1952) y Sarvenaz Pahlavi (nacido en 1955). Su familia residía en los Estados Unidos.

## Muerte
Abdul Reza Pahlavi murió en Florida el 11 de mayo de 2004.

## Honores
Además de los honores nacionales, es decir, Gran Cruz de la Orden de Pahlavi, Pahlavi ha recibido varios honores extranjeros, que incluyen:
- </img> Caballero Gran Cordón de la Orden Suprema del Renacimiento (28 de febrero de 1949)
- </img> Caballero Gran Cruz de la Orden del Mérito de la República Italiana (15 de diciembre de 1974)
- </img> Caballero Gran Cruz de la Orden del Sol Supremo (Primera Clase)[cita requerida]
- </img> Caballero de la Real Orden de los Serafines (24 de noviembre de 1970)[cita requerida]
- </img> Caballero Gran Cruz de la Real Orden de Isabel la Católica (9 de febrero de 1978)[21]